# 4382 Стравинський
4382 Стравинський (4382 Stravinsky) — астероїд головного поясу, відкритий 29 листопада 1989 року.
Тіссеранів параметр щодо Юпітера — 3,410.